# Hœrdt
Hœrdt (Duits: Hördt im Elsass) is een gemeente in het Franse departement Bas-Rhin (regio Grand Est). De gemeente behoort tot het kanton Brumath in het arrondissement Haguenau-Wissembourg. Hœrdt telde op 1 januari 2022 4.557 inwoners.

## Geografie
De oppervlakte van Hœrd bedroeg op 1 januari 2022 16,56 vierkante kilometer; de bevolkingsdichtheid was toen 275,2 inwoners per km². 

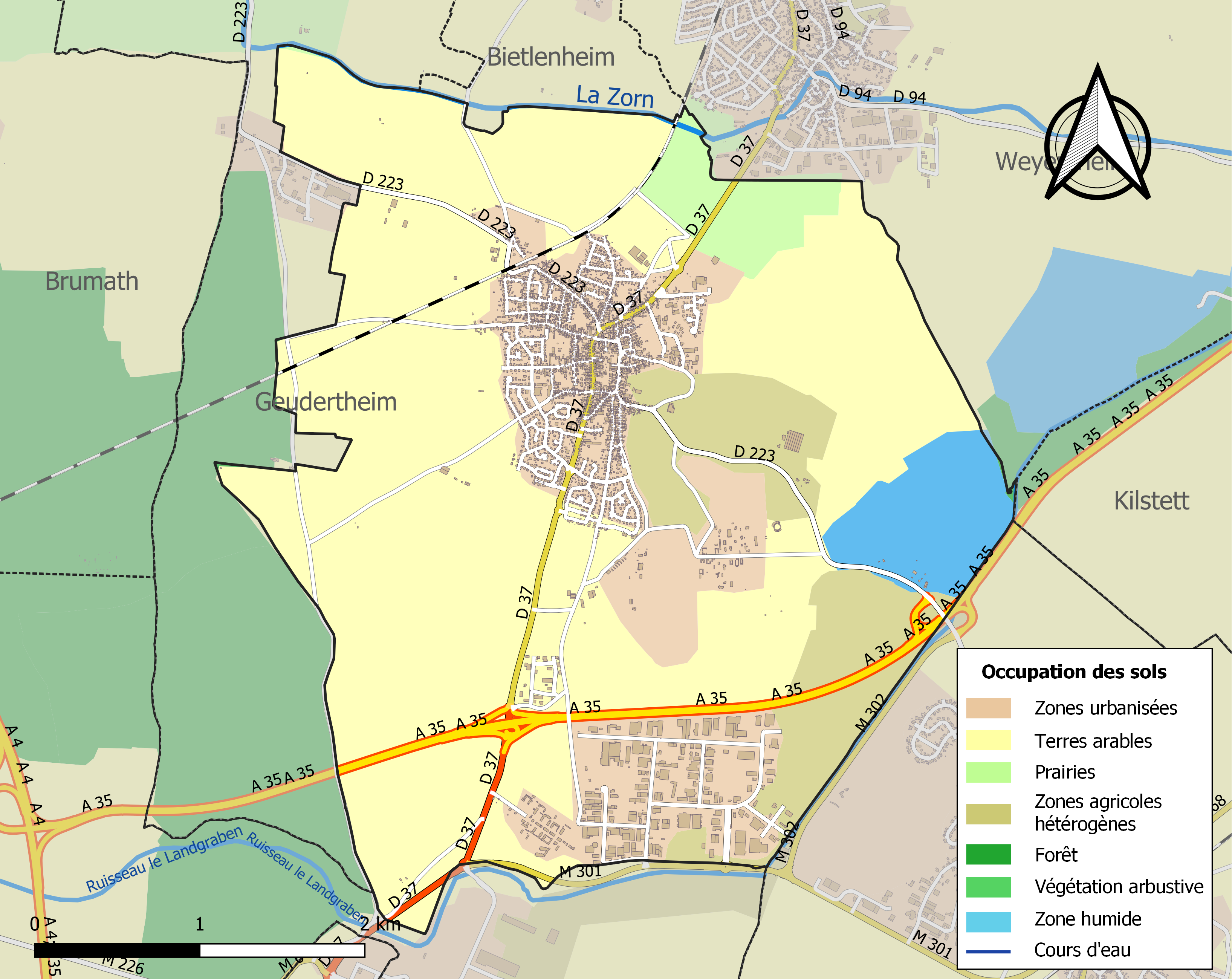
Kaart van de gemeente met de belangrijkste infrastructuur, bodemgebruik en omliggende gemeenten

## Demografie
Onderstaande figuur toont het verloop van het inwonertal (bron: INSEE-tellingen).

## Verkeer en vervoer
In de gemeente staat het spoorwegstation Hœrdt.

## Afbeeldingen

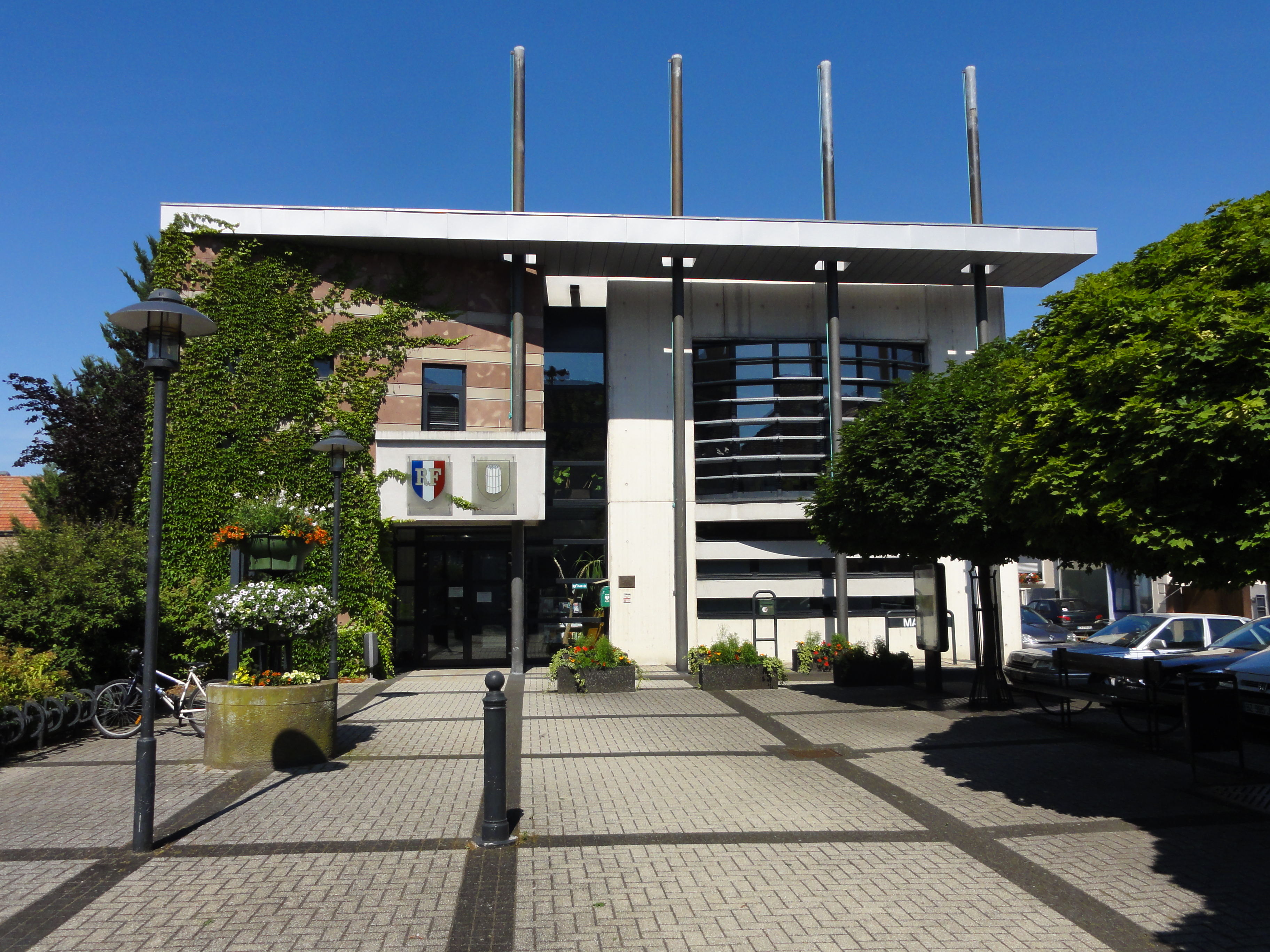
Gemeentehuis
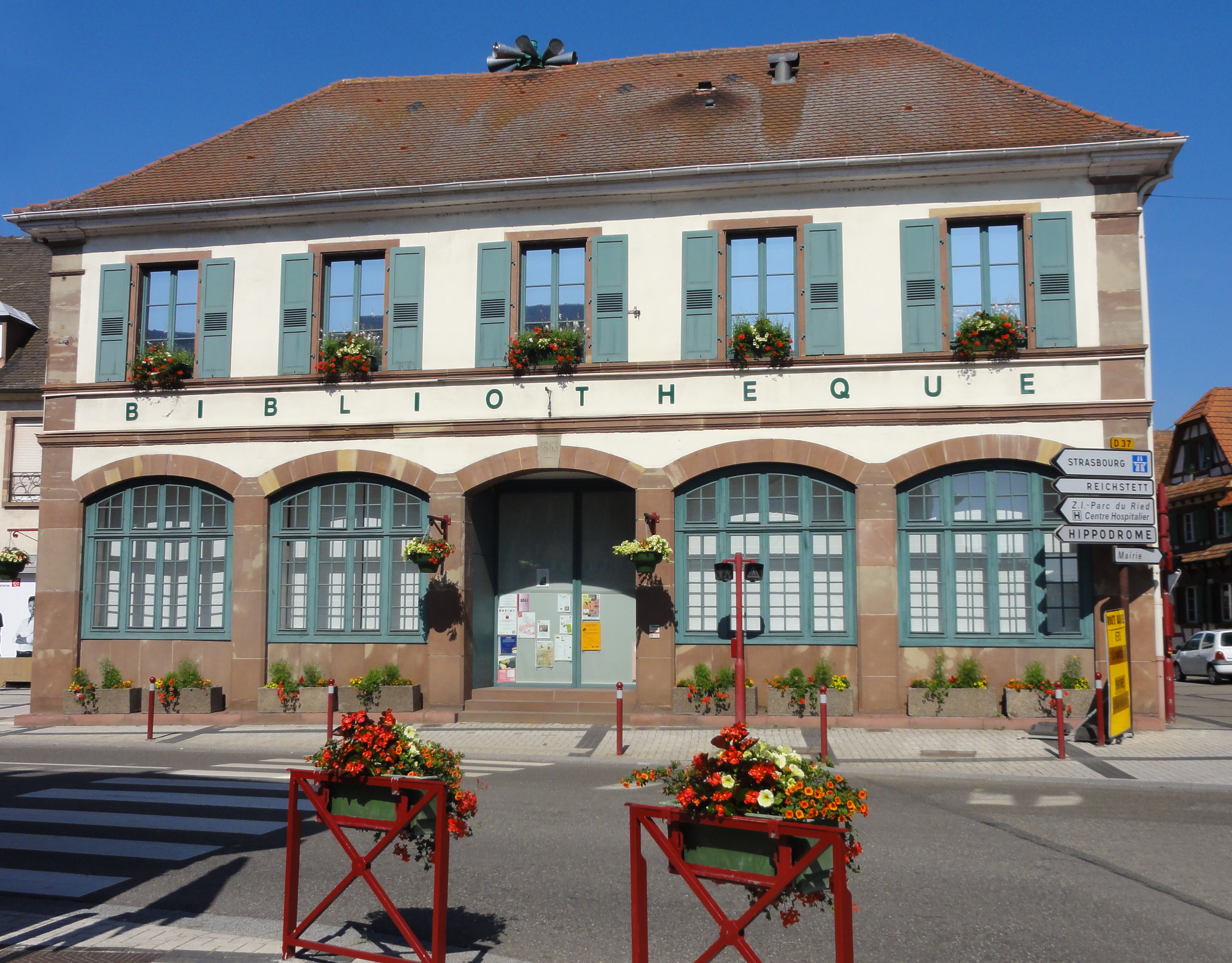
Bibliotheek (voormalig gemeentehuis)
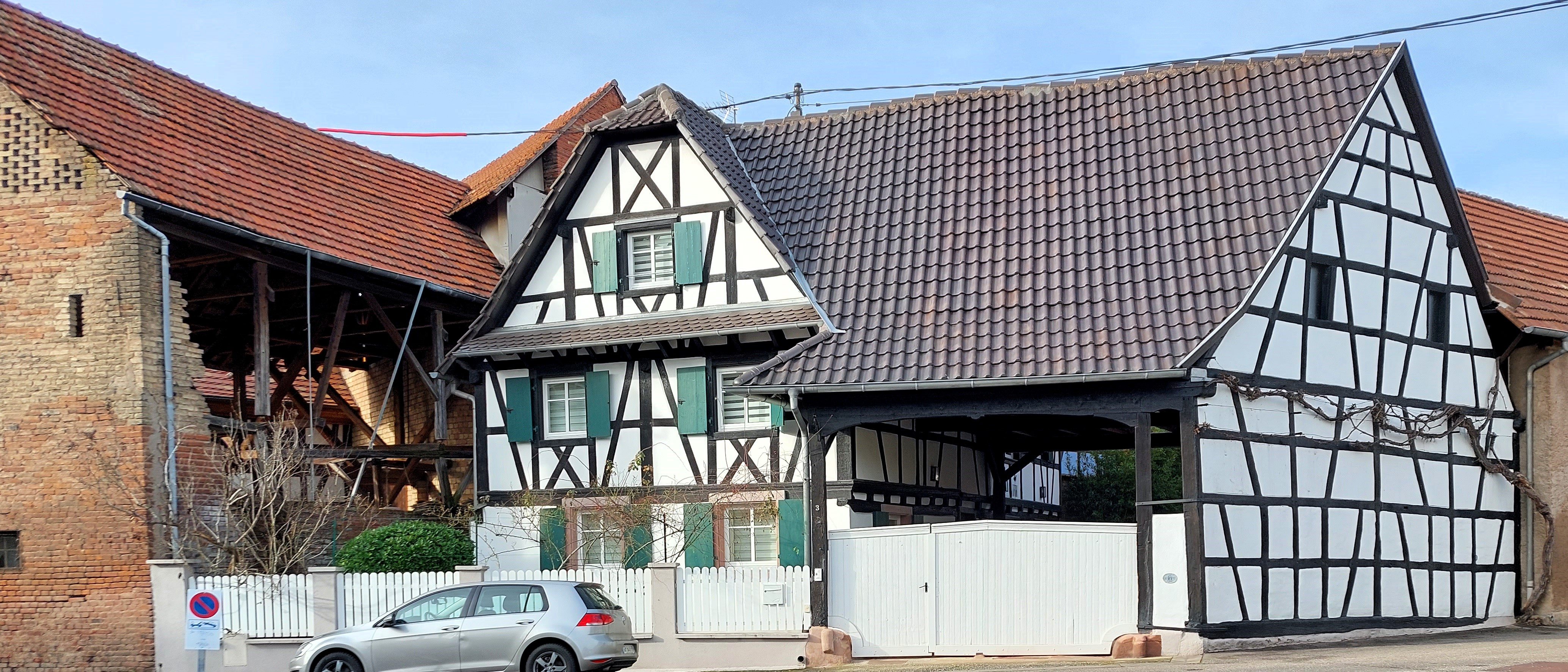
Vakwerkhuis